# Nymphon benthos
Nymphon benthos is een zeespin uit de familie Nymphonidae. De soort behoort tot het geslacht Nymphon. Nymphon benthos werd in 1949 voor het eerst wetenschappelijk beschreven door Hedgpeth. 